# Aldo Tarlao
Aldo Tarlao (* 26. März 1926 in Grado; † 12. März 2018 in Triest) war ein italienischer Ruderer, der 1948 die olympische Silbermedaille im Zweier mit Steuermann gewann. Bei Europameisterschaften erkämpfte er dreimal Gold sowie einmal Silber und bei Mittelmeerspielen erruderte er drei Goldmedaillen.

## Sportliche Karriere
Aldo Tarlao ruderte für C. C. Libertas in Koper. 1947 gewann er zusammen mit Giovanni Steffè und Alvino Grio den italienischen Meistertitel im Zweier mit Steuermann. Bei den Europameisterschaften 1947 in Luzern, den ersten Titelkämpfen nach dem Zweiten Weltkrieg, belegte der italienische Zweier mit Steuermann den zweiten Platz hinter den Ungarn Béla Zsitnik und Antal Szendey mit ihrem Steuermann Szaniszlo Latinovits, Dritter wurde die dänische Crew.
Bei der olympischen Ruderregatta 1948 auf der Themse bei Henley traten jeweils maximal drei Boote gegeneinander an. Im zweiten Vorlauf siegten Aldo Tarlao und Giovanni Steffè mit Steuermann Alberto Radi vor den Dänen Finn Pedersen, Tage Henriksen und Carl-Ebbe Andersen sowie Béla Zsitnik, Antal Szendey und Robert Zimonyi. Über die Hoffnungsläufe und das Halbfinale ergab sich, dass genau diese drei Boote auch im Finale aufeinander trafen. Im Endlauf siegten die Dänen vor den Italienern und den Ungarn.
Bei den Europameisterschaften 1949 in Amsterdam, 1950 in Mailand und 1951 in Mâcon siegten jeweils Giuseppe Ramani und Aldo Tarlao mit Steuermann Luciano Marion. 1951 fanden in Alexandria die ersten Mittelmeerspiele statt. Ramani, Tarlao und Marion gewannen im Zweier mit Steuermann, Ramani und Tarlao waren außerdem auch Mitglieder des siegreichen Achters.
1952 bei den Olympischen Spielen in Helsinki gewannen Ramani, Tarlao und Marion sowohl ihren Vorlauf als auch ihr Halbfinale. Im Finale konnten sie sich nicht durchsetzen und belegten den vierten Platz unter fünf Booten mit dreieinhalb Sekunden Rückstand auf die Drittplatzierten. 1953 gewannen Ramani, Tarlao und Marion ihren fünften und letzten italienischen Meistertitel im Zweier mit Steuermann. 1955 bei den Mittelmeerspielen in Barcelona waren die drei Ruderer Mitglieder der Crew, die im Vierer mit Steuermann siegte.